# Щасливе (Броварський район)
Щасливе (до 18 лютого 2016 року — Леніне) — село в Україні, в Броварському районі Київської області. Населення становило 357 осіб (за даними перепису населення за 2001 рік). Входить до складу Згурівської селищної громади.

## Історія

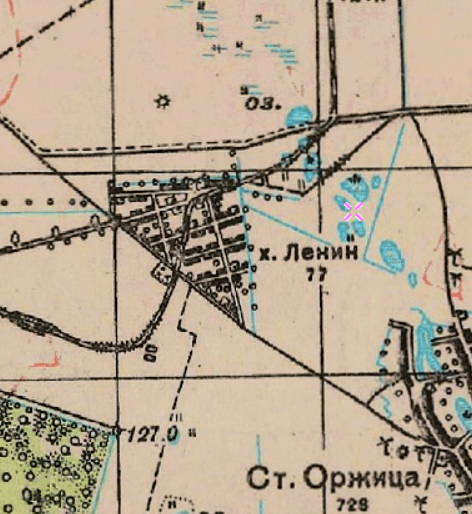
Село Щасливе на карті РСЧА 1935 — 41х років.

### Радянська доба
Засноване село в 1924 році. Названо на честь В. І. Леніна. За переказами старожилів історія села починається, коли молодим сім'ям з Згурівки надали земельні наділи (перша половина 1920-х років). Спочатку населений пункт називати хутір Ленін, а потім перетворили в Леніне.
Новостворене село ввійшло в склад Турівського району Прилуцького округу Полтавської губернії. З 2 вересня 1930 року віднесено до Згурівського району (з 1954 року Київська область), а з 1962 року вже укрупненого Яготинського району. 25 вересня 1986 року село стало частиною нового Згурівського району, який проіснував до 2020 року.
Є на карті 1935 — 41-х років. З вересня 1941 р. по вересень 1943 р. Щасливе (тоді Леніне) було під нацистською окупацією. 1924-1941, 1943 - 1991 - під радянською. У XX столітті була ферма, сільська школа та дитячий садок. Село було газифіковане у 1980-х роках.

### Незалежна Україна
4 лютого 2016 року Леніне перейменоване на Щасливе в ході декомунізації в Україні.
До 2020 року село Щасливе входило в склад Згурівського району.
З 17 липня 2020 року згідно постанови Верховної Ради України «Про утворення та ліквідацію районів» входить до Згурівської селищної громади Броварського району Київської області.
На даний час в селі є сільський клуб (вул. Шевченка 2), футбольне поле, дитячий майданчик, продуктовий магазин, фельдшерсько- акушерський пункт (в тій будівлі також знаходиться пошта) та Дім молитви (вул. Прилуцька 15а). В приміщені сільського клубу знаходиться невелика бібліотека. Також в селі є народний вокальний ансамбль «Барвінок» створений в листопаді 2016 року.
В 2022 році перейменовано дві вулиці: Чехову на Привітну та Толстого на Липову в процесі дерусифікації.
Станом на 2023 рік в Щасливому нараховується близько 160 дворів. Серед населення переважають місцеві назви вулиць, а не офіційні: Скринниківка, Тищенківка, Чехівка (Цахівка), Чубуківка. Назви походять від прізвищ родин, які заселяли село після заснування (Скринник, Тищенко, Чубук, Цах).

## Географія
Площа села становить 1,197 км². Протяжність кордонів: з півночі на південь — 1 км 567, із заходу на схід — 1 км 235 м.
Середня висота над рівнем моря становить 132 метри.
На північному сході села бере початок річка Гнила Оржиця із системи меліоративних каналів. На території Щасливого є два ставки, які знаходяться неподалік річки. На південний захід від села розташовується Галаганове урочище.
Відстань до обласного центру міста Києва автошляхами становить 100 км. До центру громади селища Згурівка 8 км.
Через село проходять автобусні маршрути з АС «Дарниця»: Київ — Вознесенське (Жовтневе), Київ — Горбачівка, Київ — Урсалівка, Київ — Турівка.

## Галерея

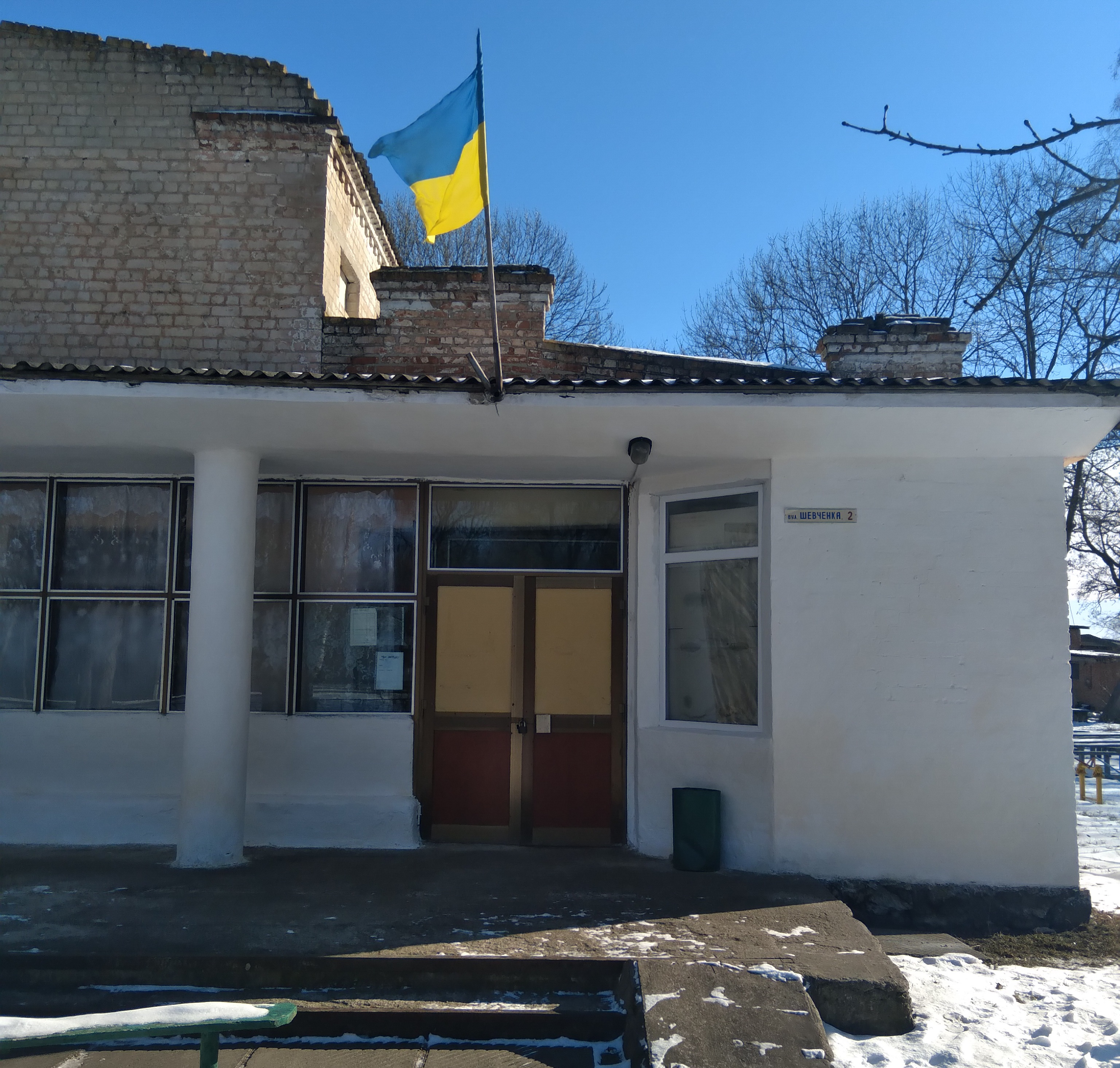
Сільський клуб ( вул. Шевченка)
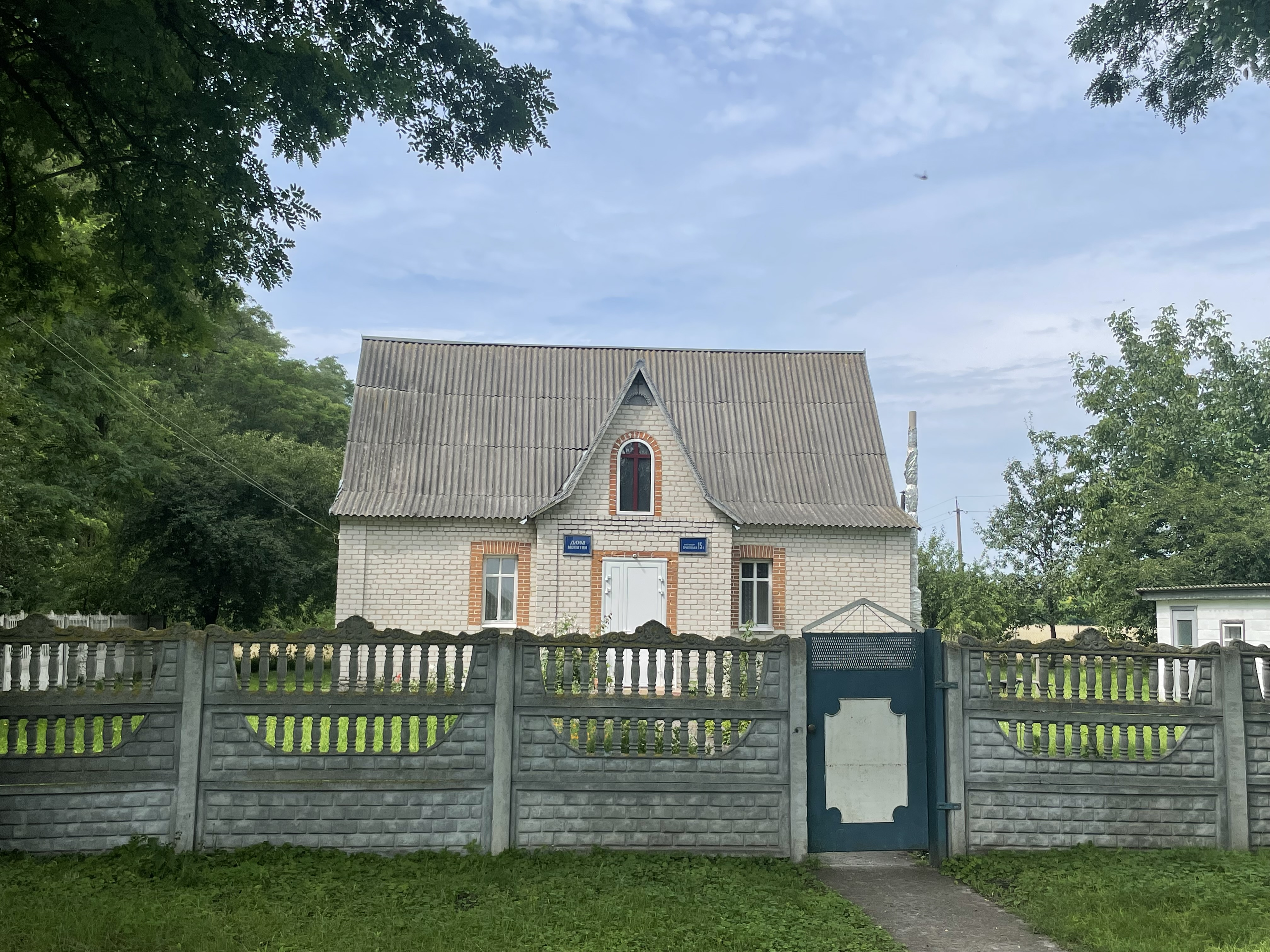
Дім молитви в селі, липень 2023
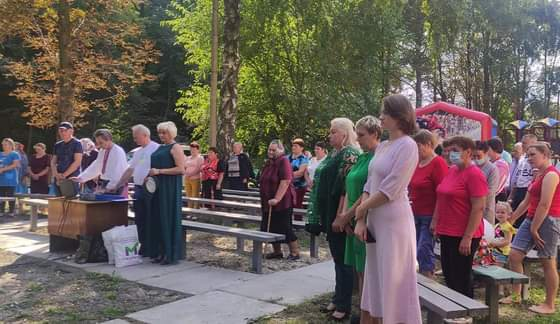
День села в 2021
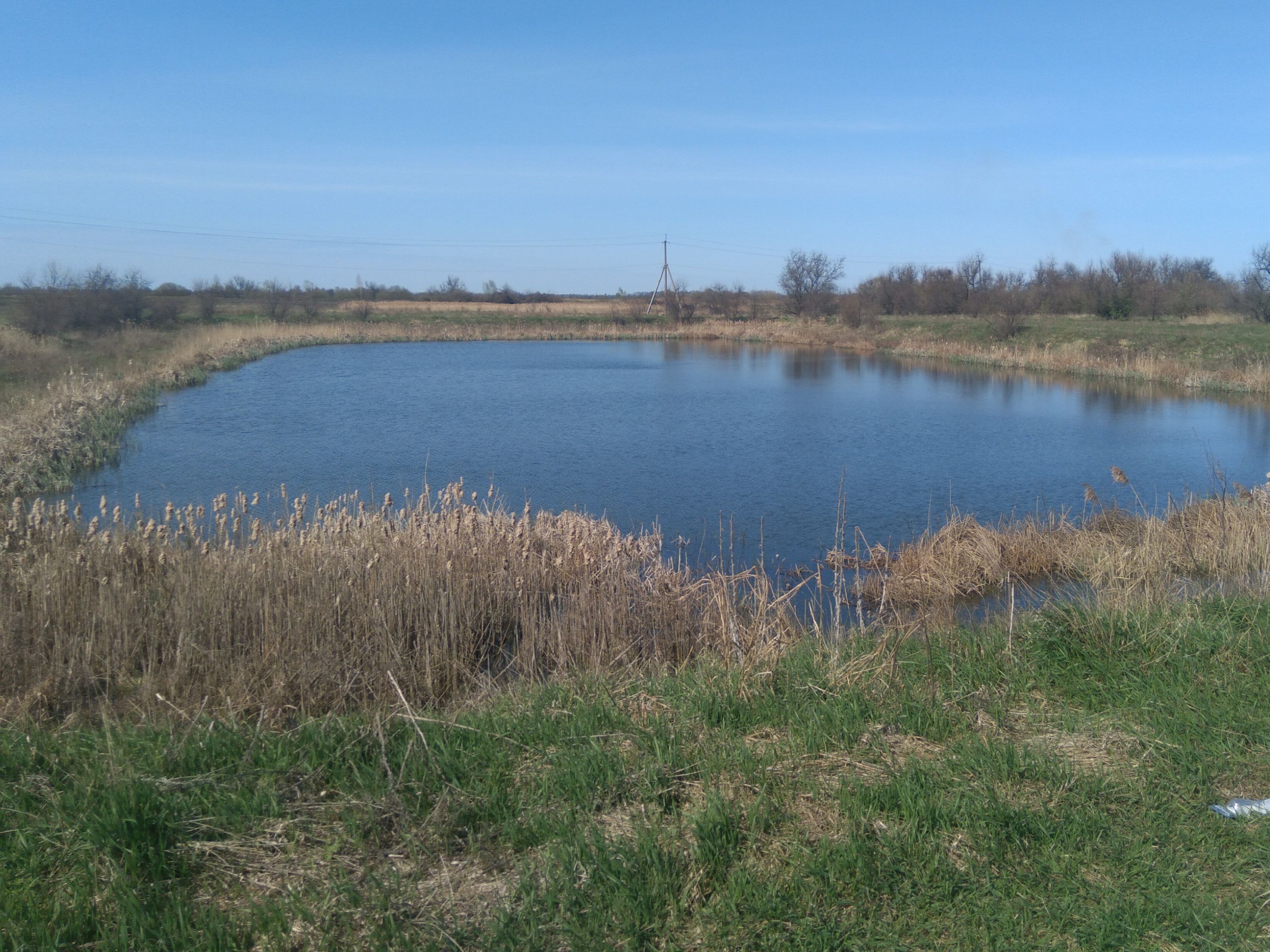
Ставок в селі (північний), 2023
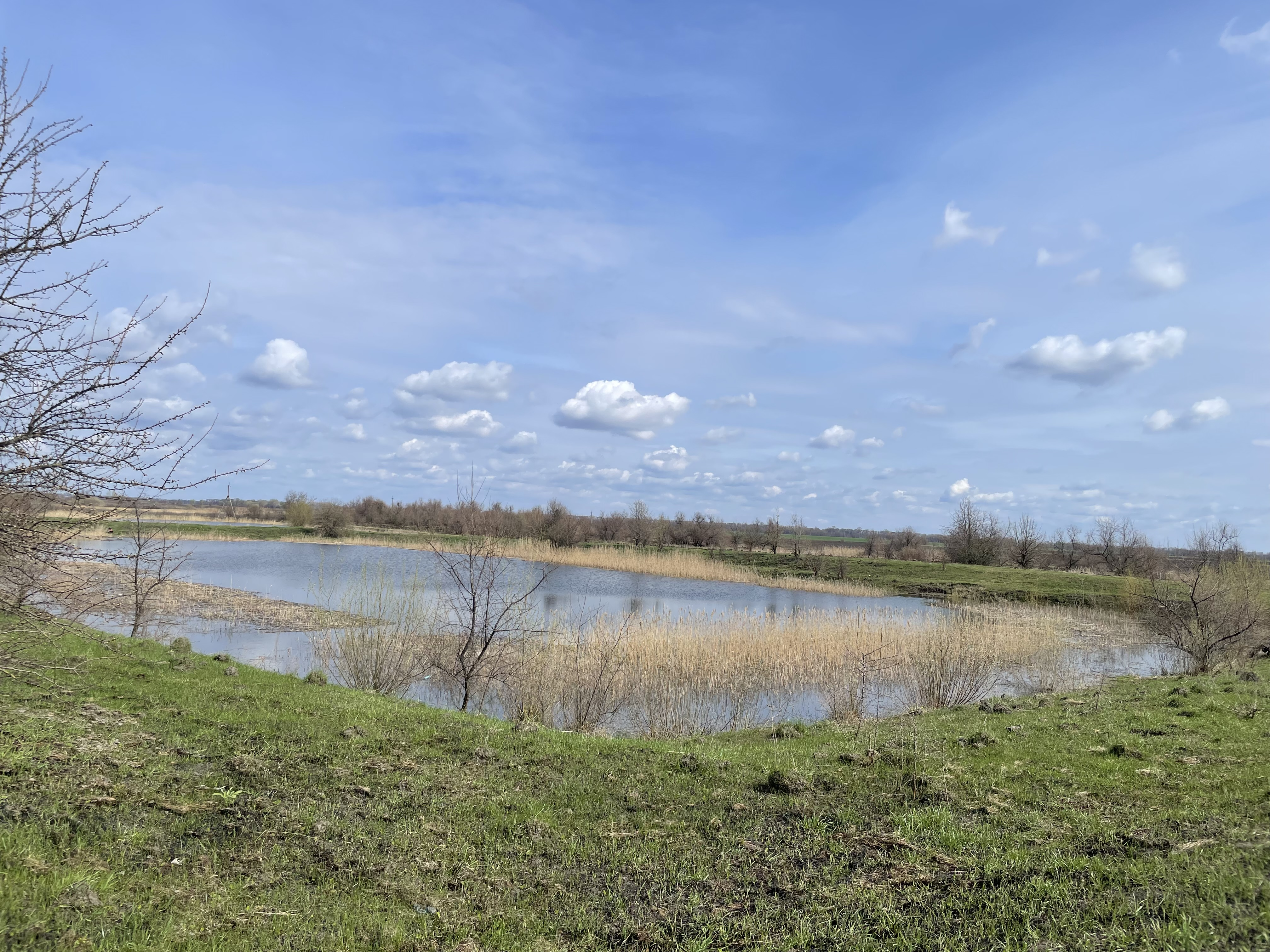
Ставок у селі (південний), квітень 2024
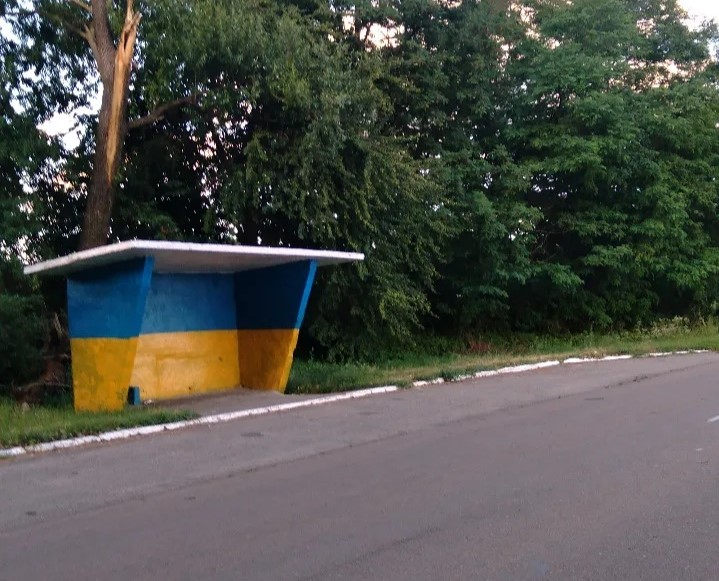
Автобусна зупинка в селі, липень 2022
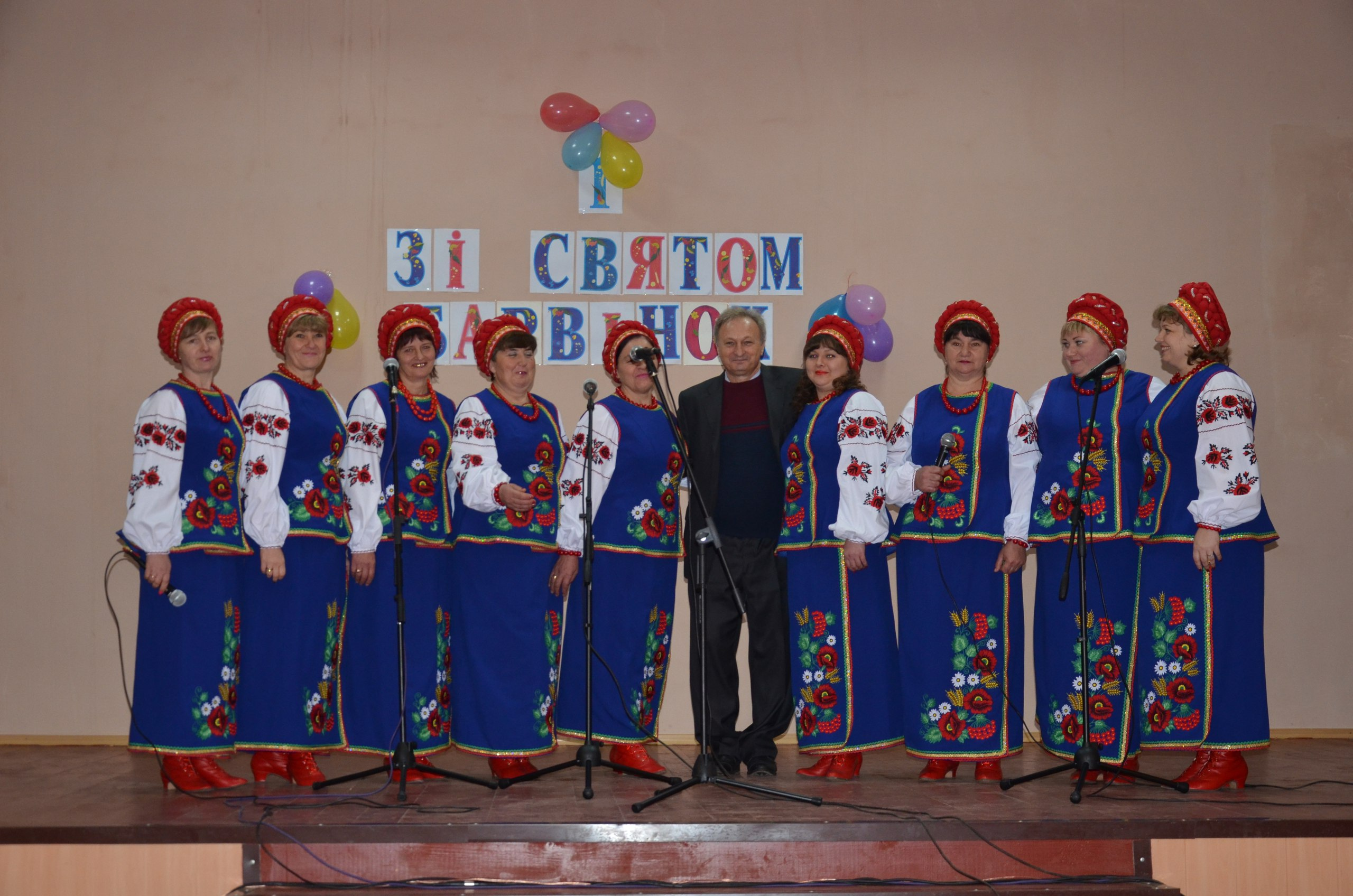
Учасники ансамблю «Барвінок», 2017 (фото Євгена Чубука)
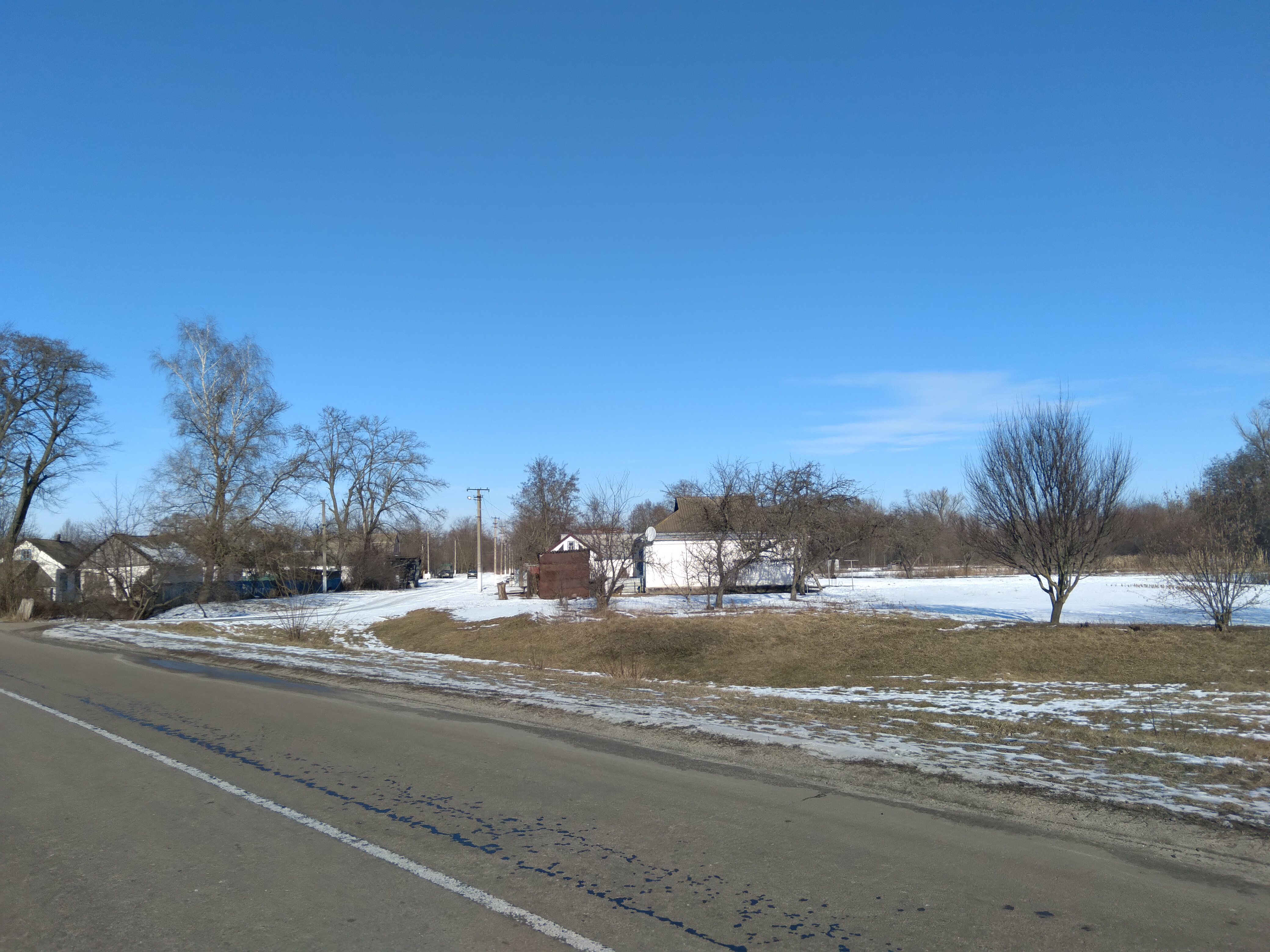
Вигляд на село з південного- заходу (вул. Київська), лютий 2023
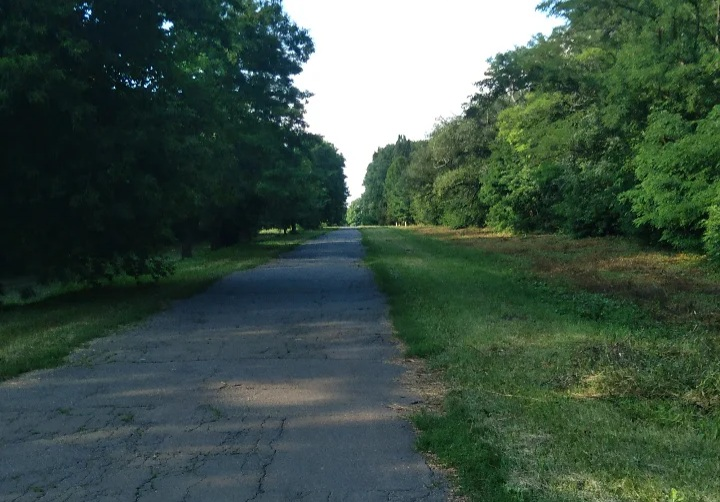
Дорога, що веде до центра Щасливого, липень 2022
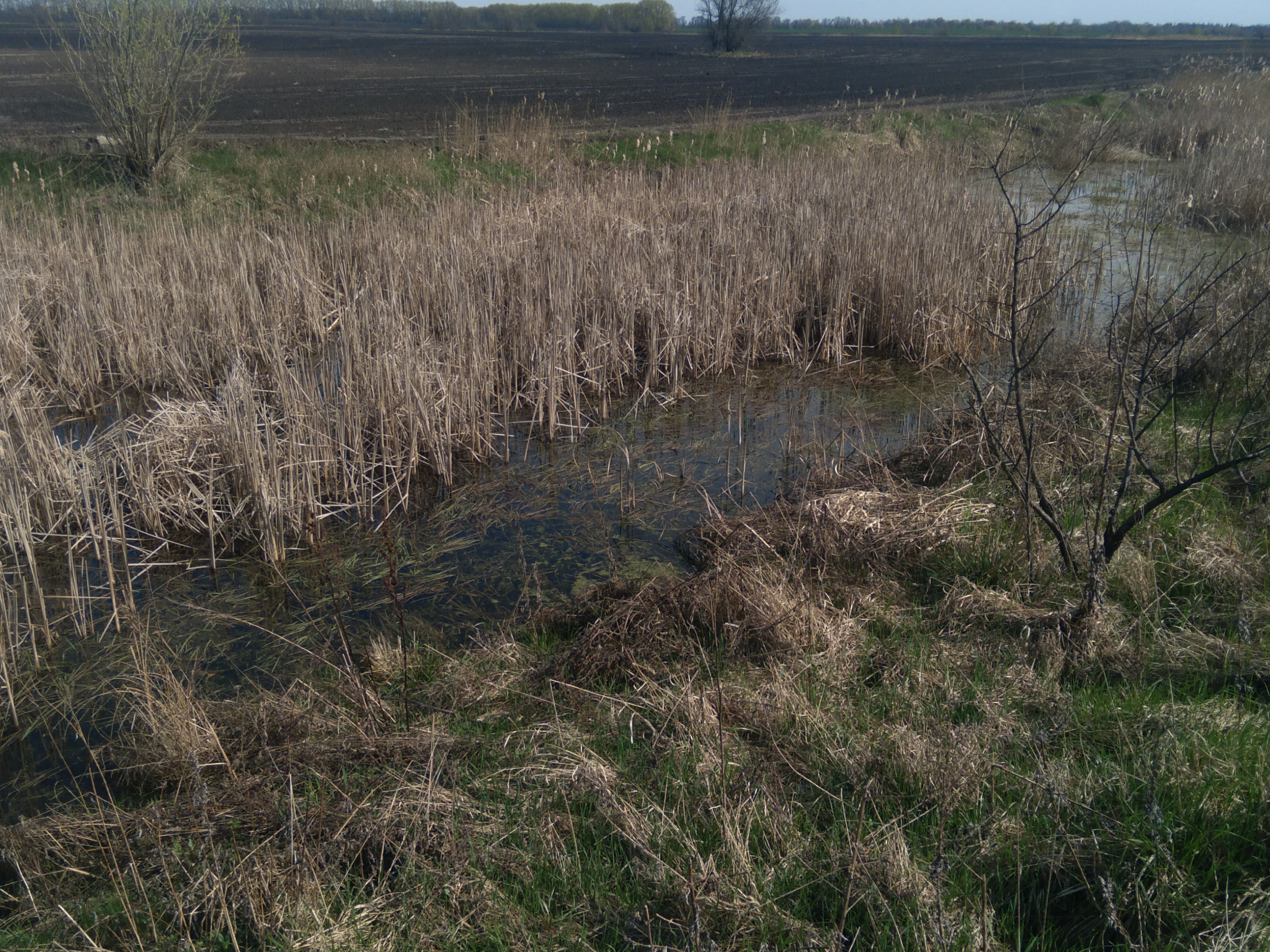
Річка Гнила Оржиця неподалік від свого початка
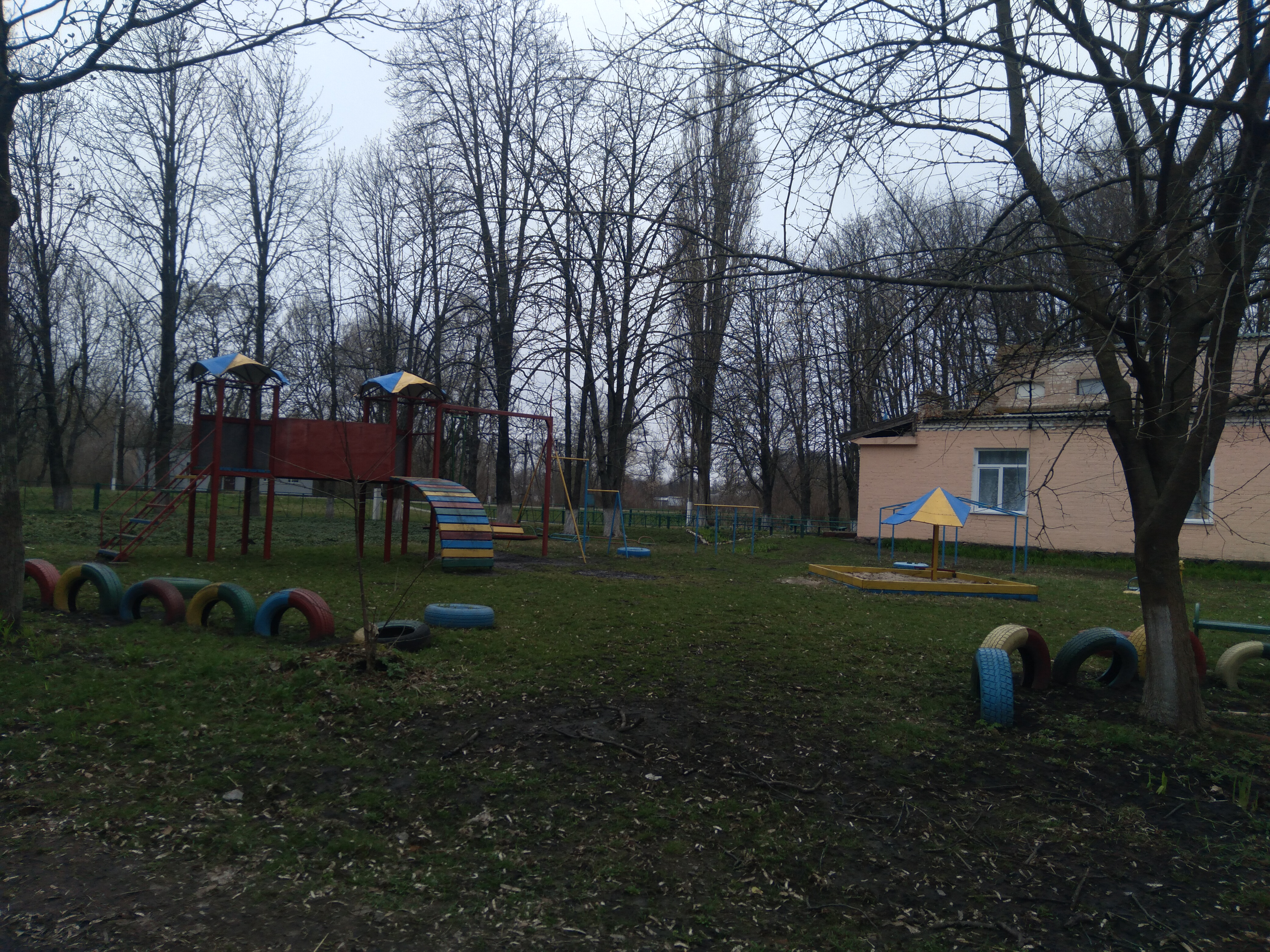
Дитячий майданчик в центрі села
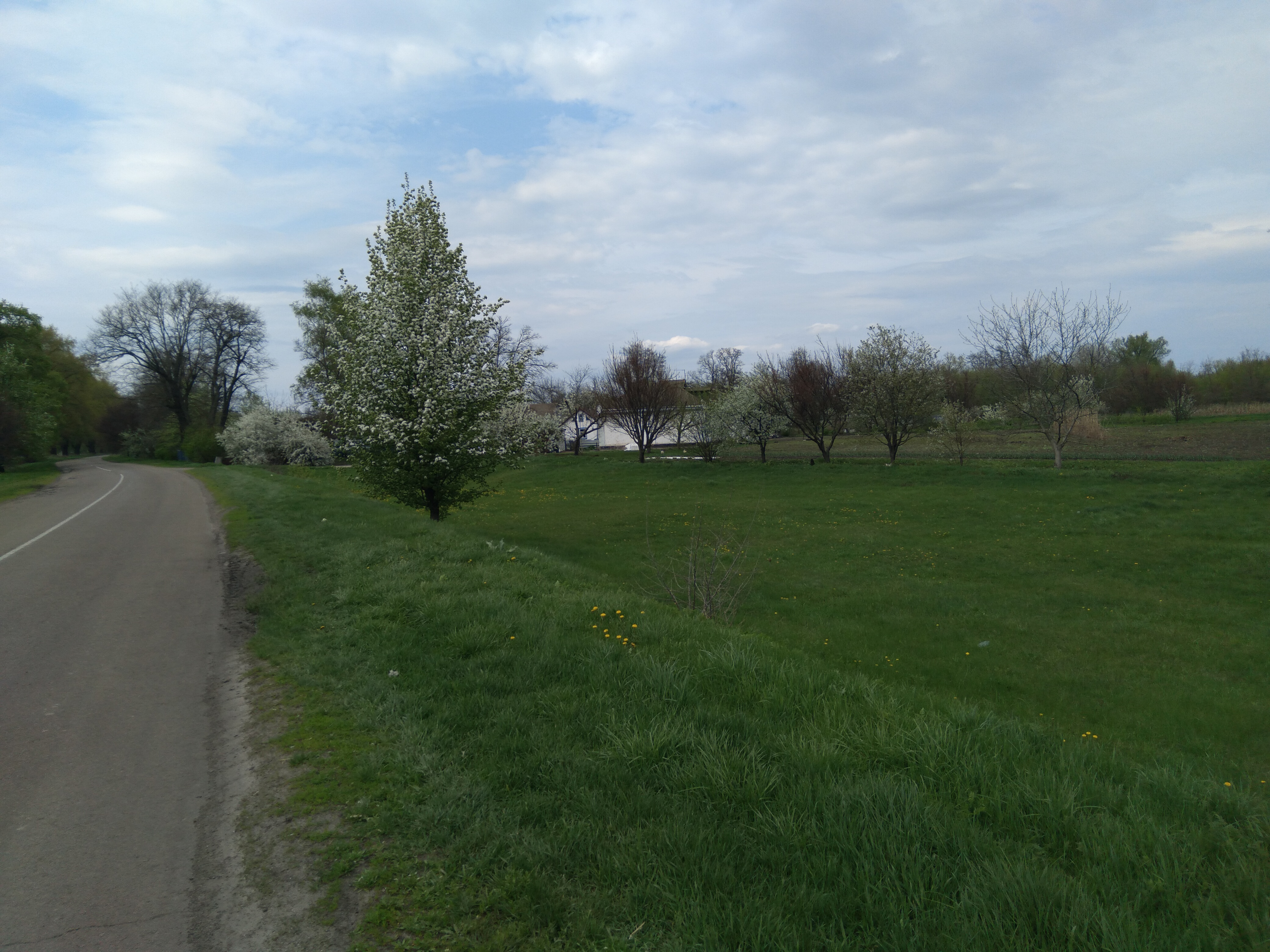
Весняний краєвид на село
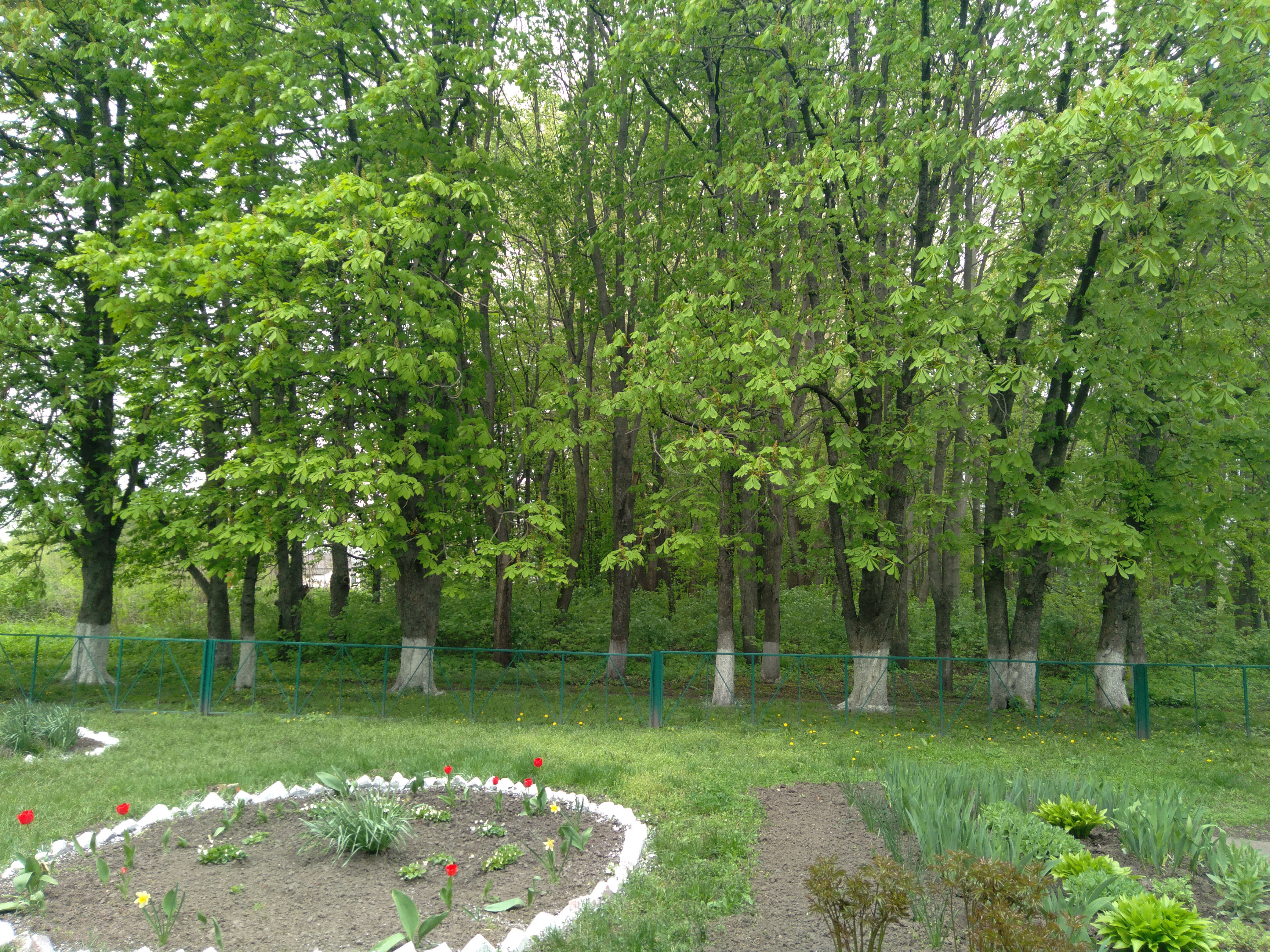
Каштанові насадження по вулиці Шевченка
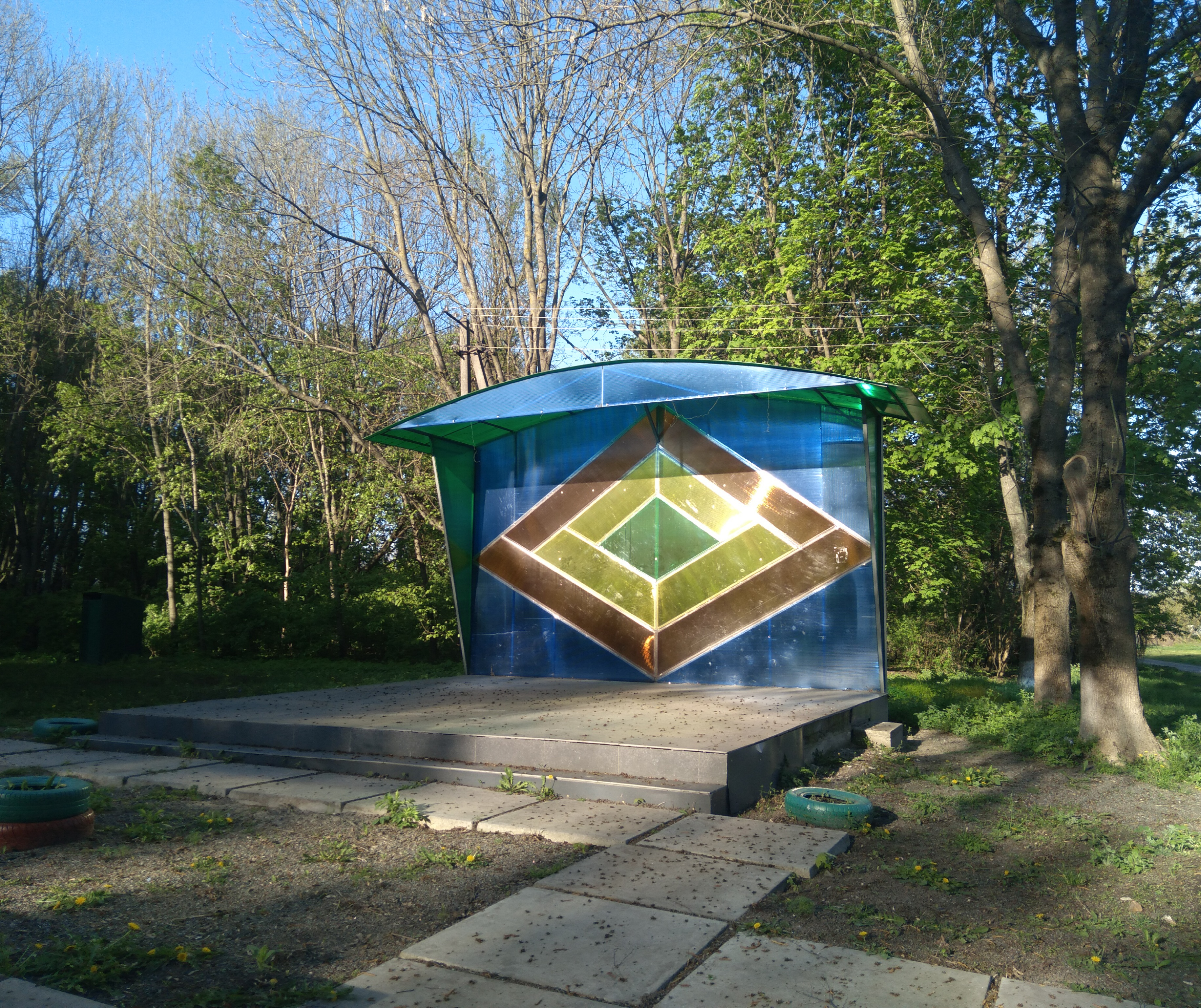
Сцена біля клуба в Щасливому
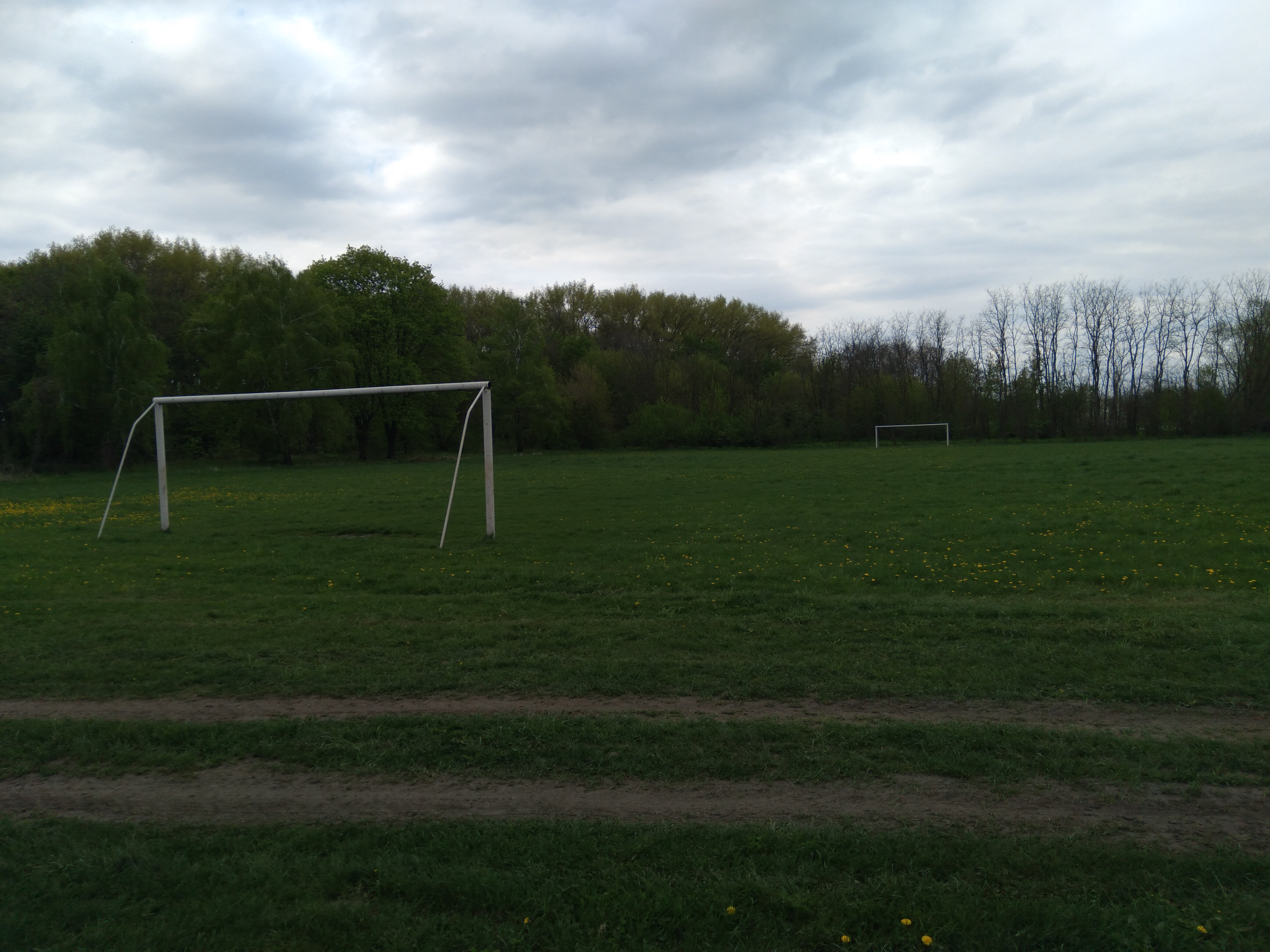
Футбольне поле в селі
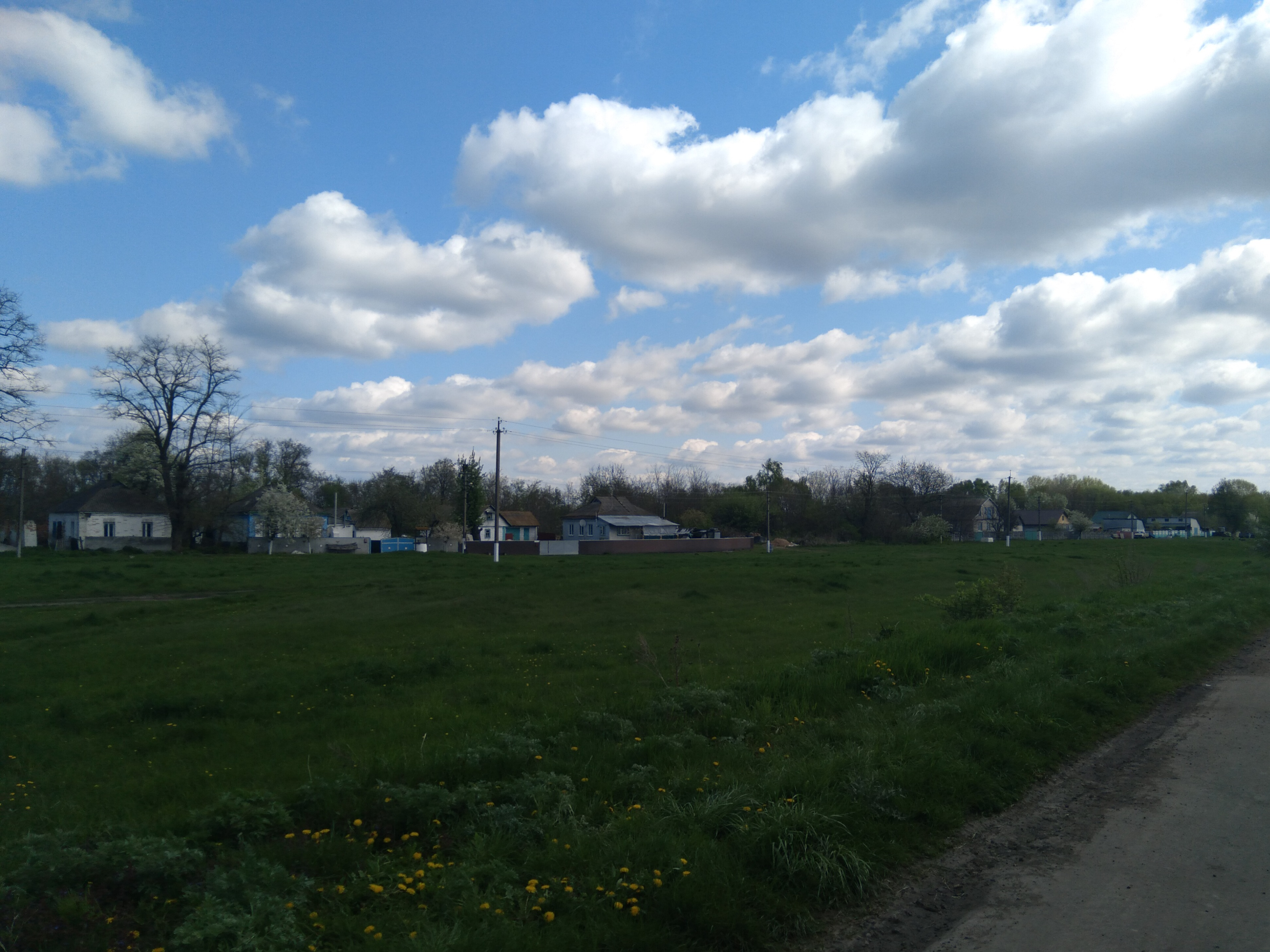
Вулиця Прилуцька
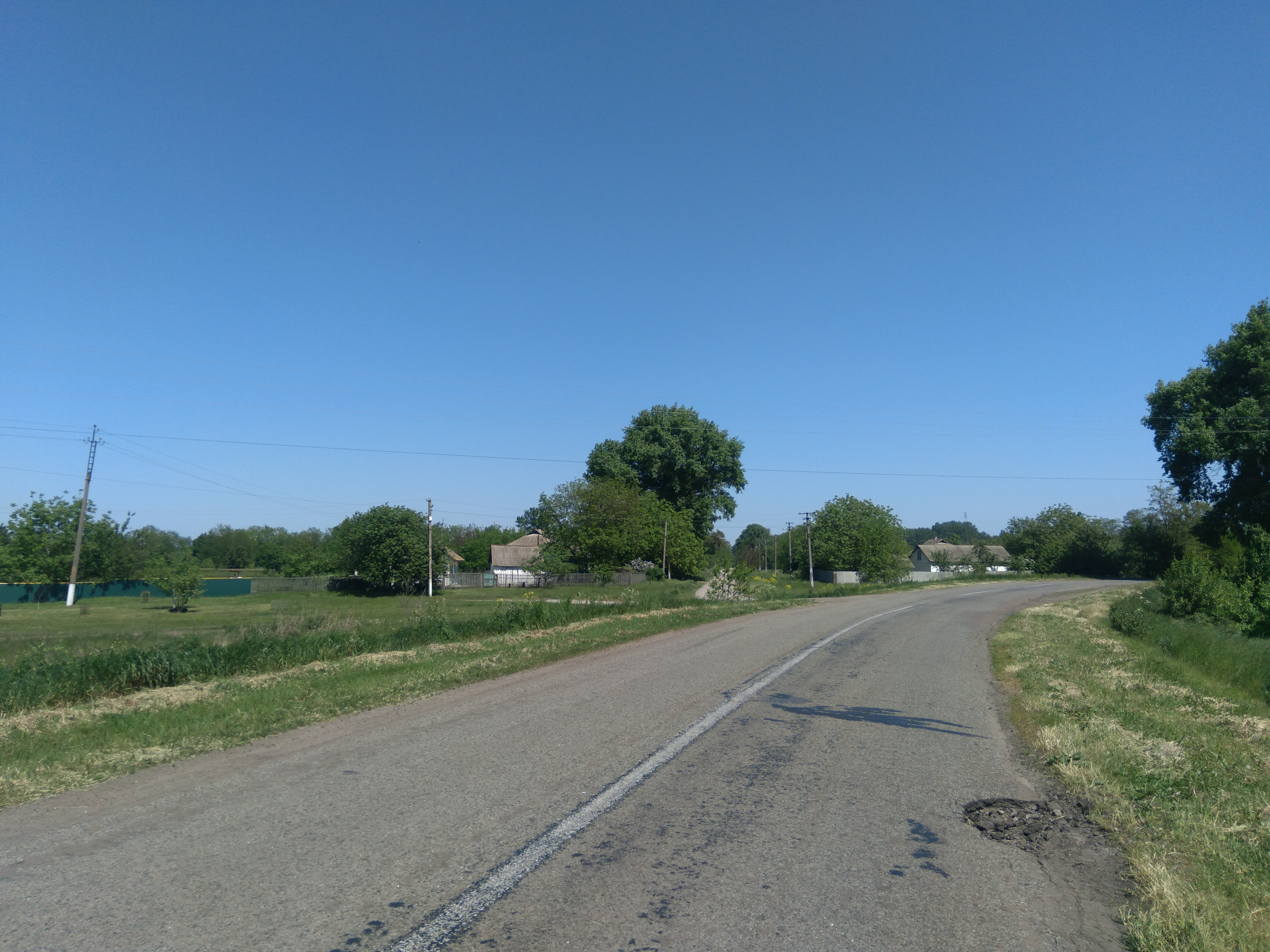
В'їзд до села зі сторони Згурівки
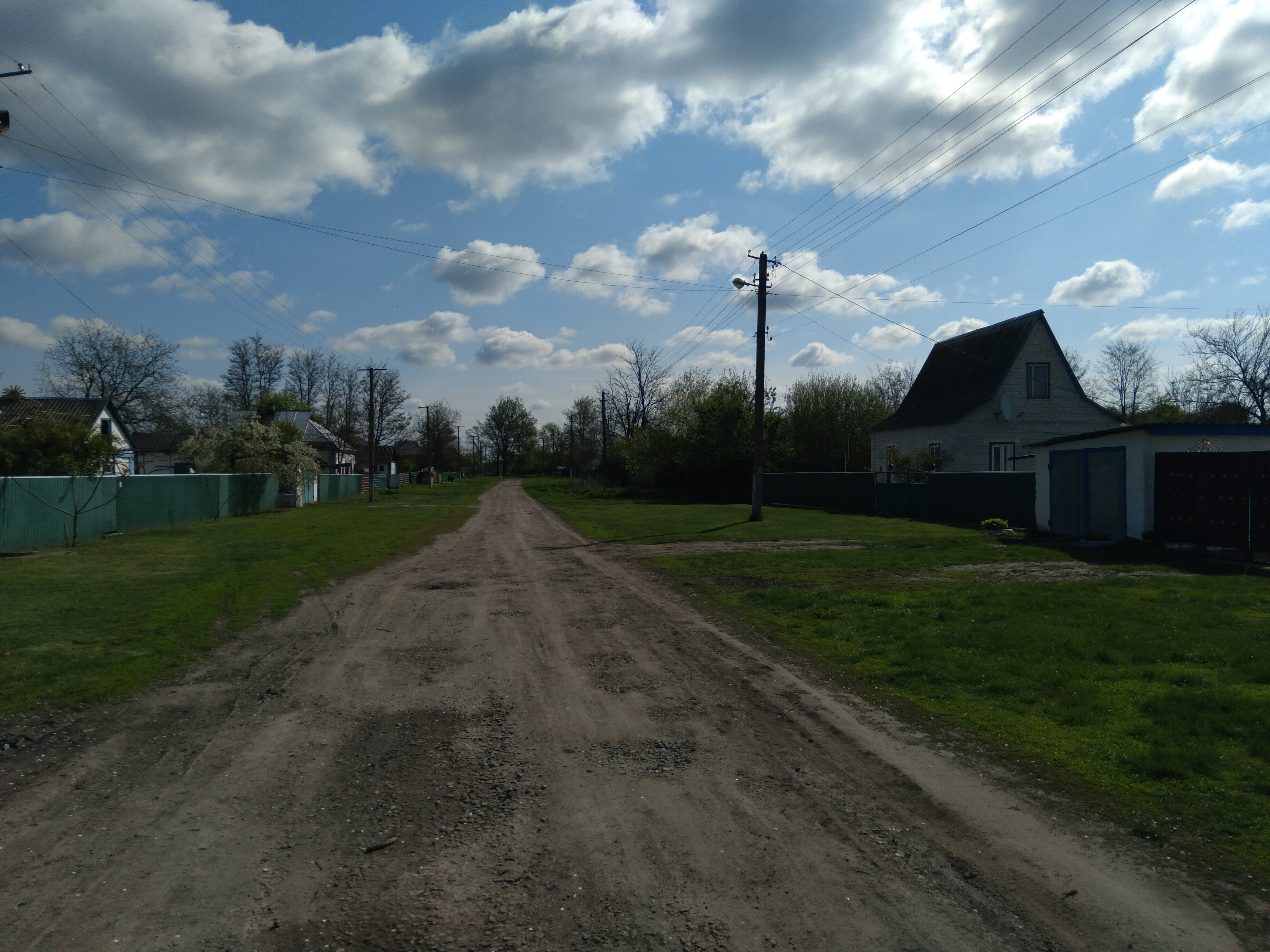
Вулиця Каштанова
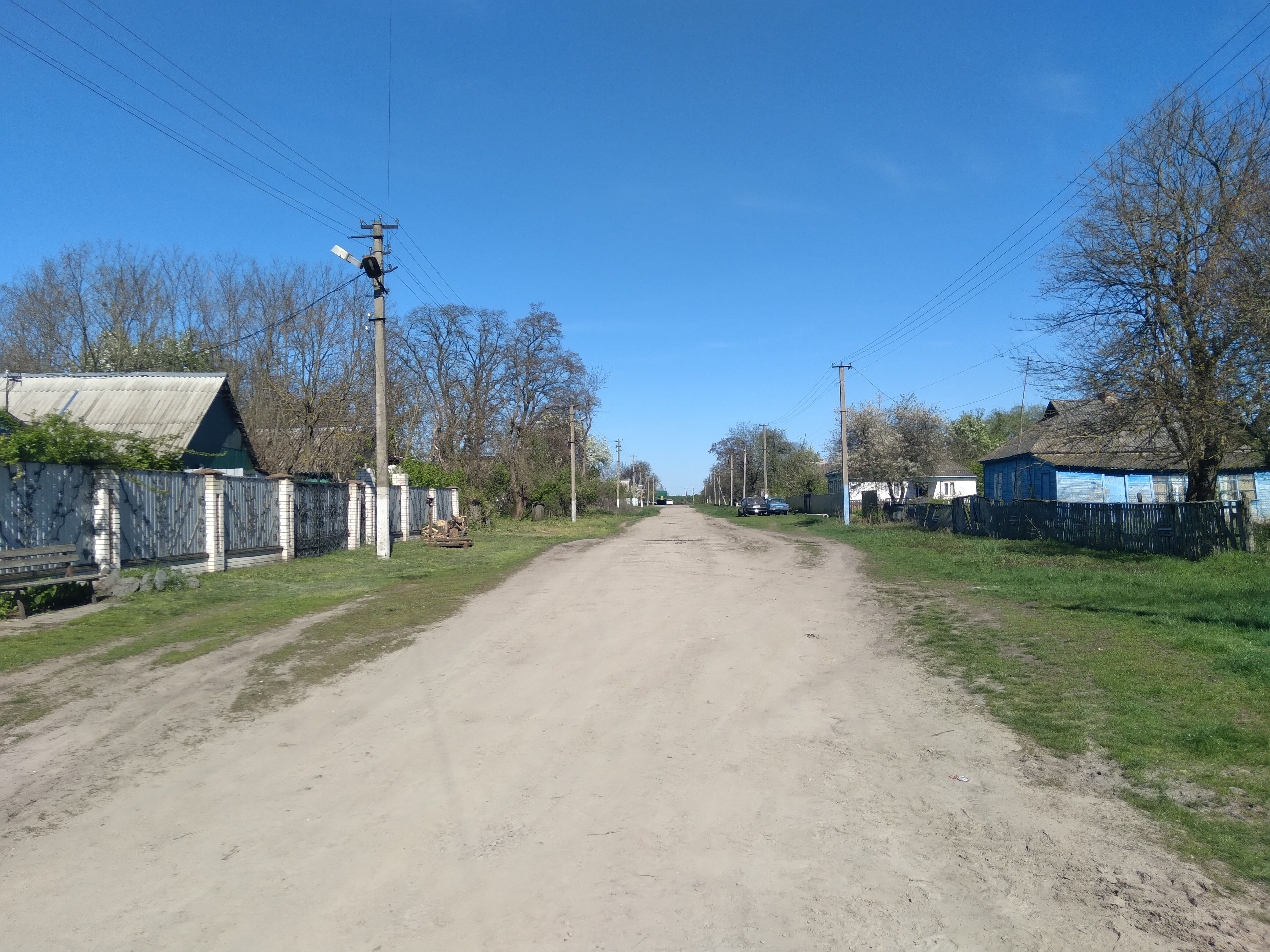
Вулиця Липова  (Толстого)
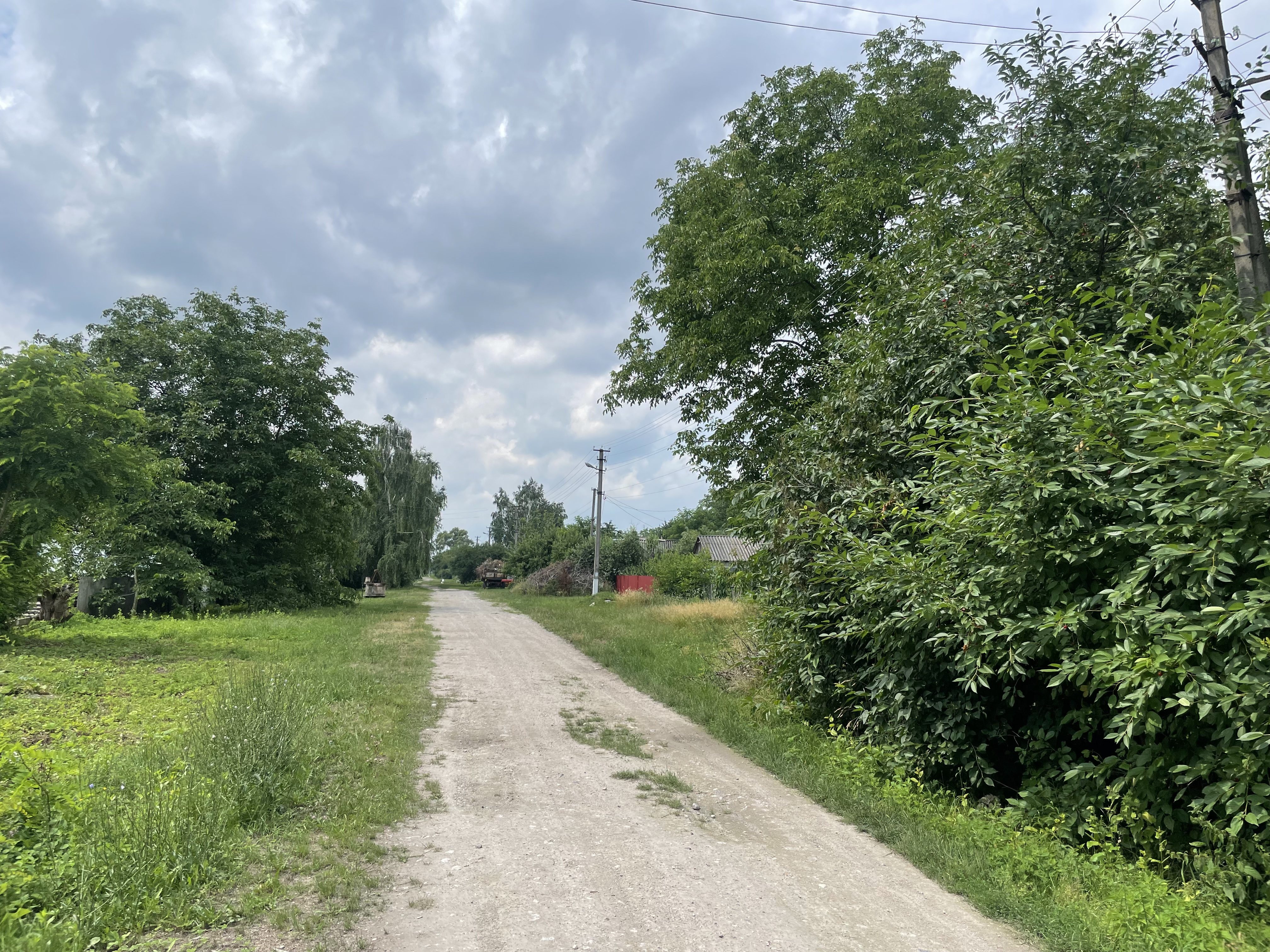
Вулиця Привітна (Чехова)
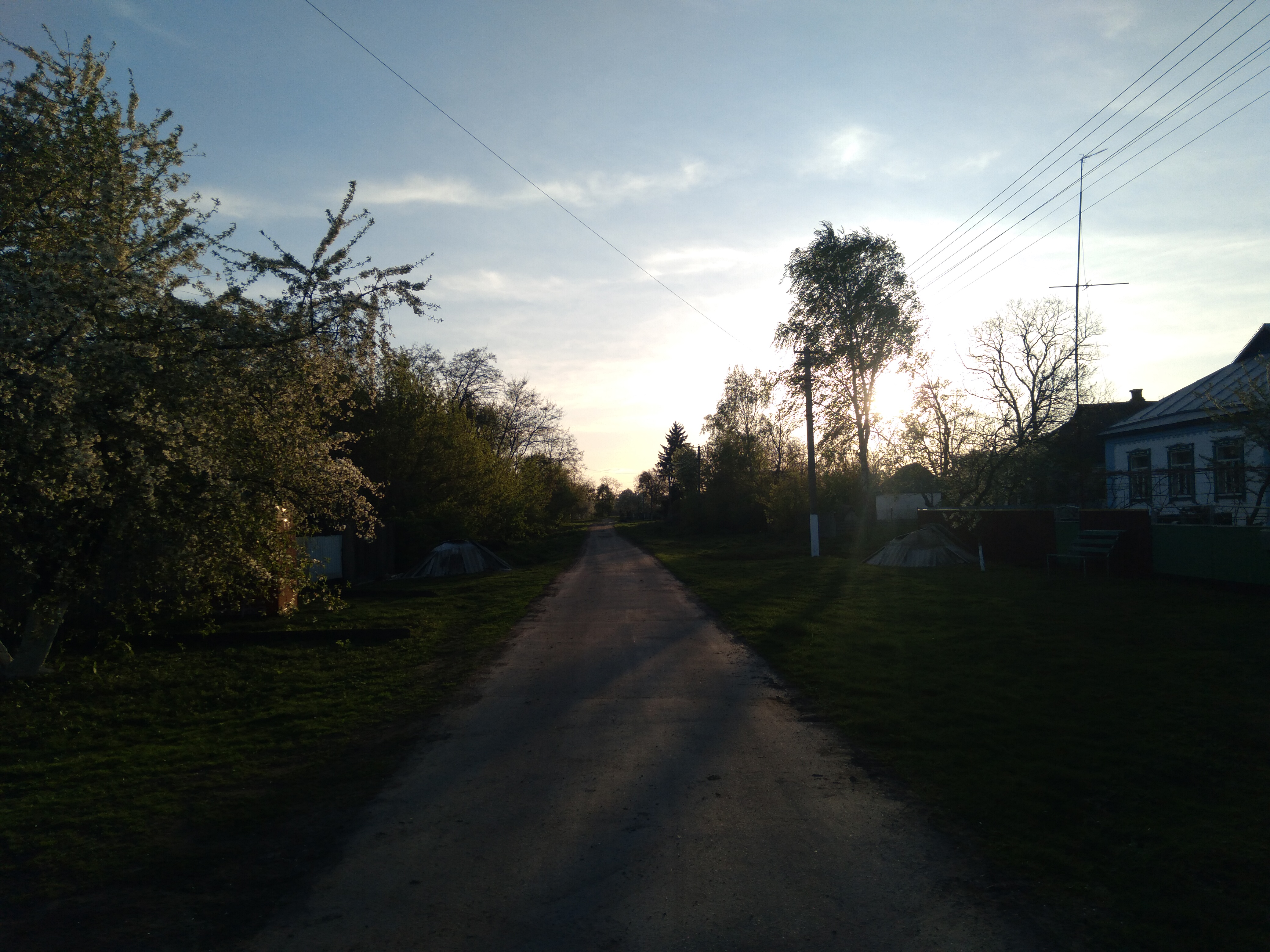
Вулиця Садова
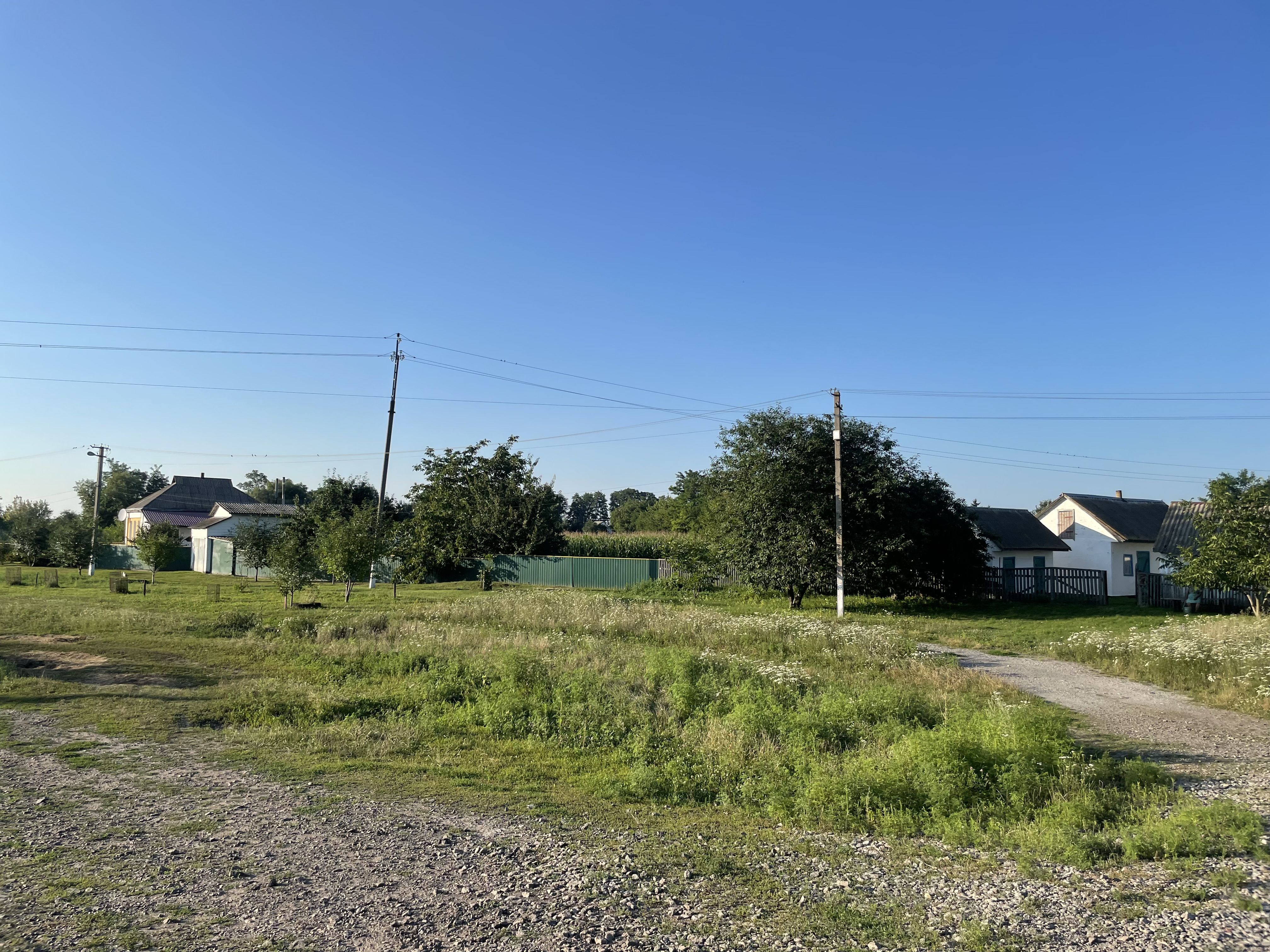
Вулиця Ніжинська
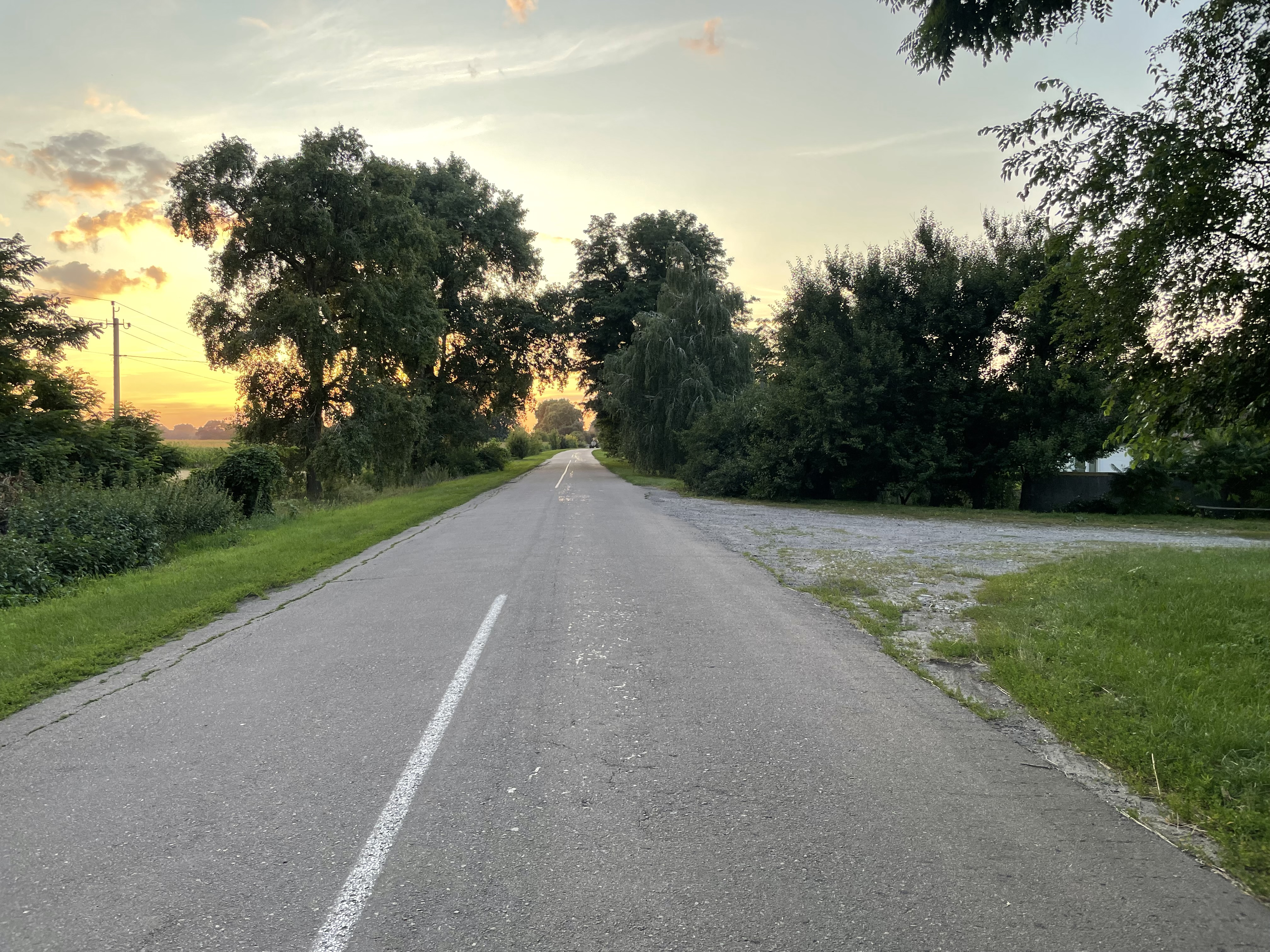
Вʼїзд в село зі сторони Старої Оржиці
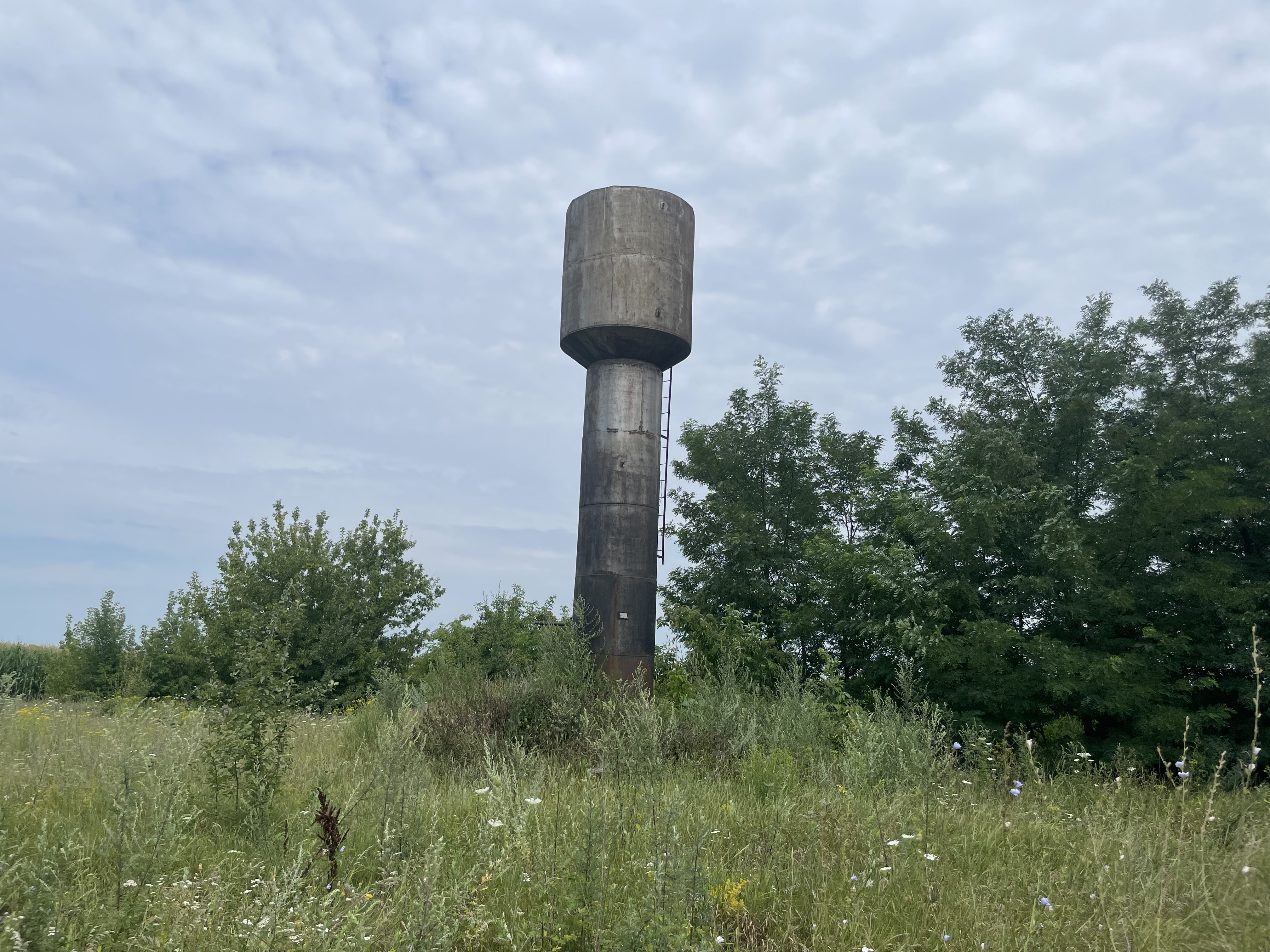
Водонапірна вежа